# Am Universum
Am Universum è il quinto album della progressive death metal/folk metal band Amorphis.

## Tracce
1. Alone – 6:18
2. Goddess (Of The Sad Man) – 4:00
3. The Night is Over – 4:04
4. Shatters Within – 5:22
5. Crimson Wave – 4:45
6. Drifting Memories – 4:24
7. Forever More – 4:30
8. Veil of Sin – 5:10
9. Captured State – 4:28
10. Grieve Stricken Heart – 6:42

## Formazione

### Gruppo
- Pasi Koskinen – voce
- Tomi Koivusaari – chitarra e sitar
- Esa Holopainen –  chitarra
- Santeri Kallio  – tastiere
- Niclas Etelavouri  – basso
- Pekka Kasari  – batteria

### Altri musicisti
- Sakari Kukko  – sassofono (nelle tracce 1,5,6,8,10)